# Rolf Gustavsson (journalist)
För andra med samma eller liknande namn, se Rolf Gustafsson (olika betydelser)
Rolf Gustavsson, född 15 maj 1944 i Simrishamn, är en svensk journalist, författare och lektor samt krönikör på Svenska Dagbladet. Innan 2010 var han tidningens korrespondent i Bryssel.
Gustavsson har varit Brysselkorrespondent och EU-kännare sedan cirka 1982, först för Sveriges Television, därefter för Svenska Dagbladet. När den svenska Europadebatten tog fart gav han tillsammans med statsvetaren Nils Elvander ut skriften EG – integration och suveränitet. Gustavsson studerade 1968 filosofi vid Lunds universitet, där han senare, efter en längre vistelse i Afrika, påbörjade doktorandstudier i ekonomisk historia. Senare övergav han den akademiska banan.

Gustavsson tilldelades Sydsvenskans Europapris 1989 och Söderbergska Journalistpriset på 150 000 kronor 2007. Gustavsson har även skrivit flera böcker, bland annat om ekonomisk historia i Afrika och europeisk integration under åren i Bryssel. Han är medlem i föreningen Samhällsredaktörerna.